# Roepera macrocarpos
Roepera macrocarpos är en pockenholtsväxtart som först beskrevs av Retief, och fick sitt nu gällande namn av Beier & Thulin. Roepera macrocarpos ingår i släktet Roepera och familjen pockenholtsväxter. Inga underarter finns listade i Catalogue of Life.